# HD 151900
HD 151900，又名BD-02 4259，SAO 141393、HR 6248，是一颗恒星，视星等为6.32，位于銀經15.51，銀緯25.28，其B1900.0坐标为赤經16h 45m 9.1s，赤緯-2° 25.28′ 50″。